# بنجامين فلتشر رايت
بنجامين فلتشر رايت (بالإنجليزية: Benjamin Fletcher Wright Jr.) هو أكاديمي ومؤلف أمريكي مختص في الفكر السياسي والقانون الدستوري الأمريكي، شغل منصب رئيس كلية سميث للفترة 1949–1959، وعمل قبلها أستاذًا في جامعة هارفارد، ثم أستاذًا لعلم الحكومة في جامعة تكساس حتى تقاعده عام 1975. وكان أول رئيس لـ«لجنة التعليم العام» في هارفارد، كما حرر طبعة «الأوراق الفدرالية» الصادرة عن مطبعة بلكناب بهارفارد سنة 1961.

## السيرة والتعليم
نال رايت درجتي البكالوريوس والماجستير من جامعة تكساس، ثم حصل على الدكتوراه من جامعة هارفارد.

## المسيرة الأكاديمية والإدارية
بدأ رايت التدريس في جامعة تكساس، ثم انتقل إلى جامعة هارفارد سنة 1926 حيث تدرج في قسم «الحكومة» حتى أصبح من قياداته وترأس أول لجنة للتعليم العام بالجامعة، وأسهم في إعداد تقرير عام 1945 الشهير بعنوان General Education in a Free Society (المعروف بـ«الكتاب الأحمر»).
في عام 1949 عُيِّن رايت خامسَ رئيسٍ لكلية سميث واستمر حتى 1959، وشهدت ولايته تخطيطًا وتوسّعًا في البرامج والمرافق الأكاديمية بالكلية. وبعد انتهاء رئاسته عاد إلى جامعة تكساس أستاذًا لعلم الحكومة حتى تقاعده سنة 1975، وتوفي في العام التالي عام 1976.

## مؤلفات مختارة
The Contract Clause of the Constitution (كامبريدج: مطبعة جامعة هارفارد، 1938) — دراسة مرجعية في تطور تفسير «شرط العقد» في الدستور الأمريكي.
The Growth of American Constitutional Law (نيويورك: Henry Holt، ط. 1946 [الأصل 1942]).
American Interpretations of Natural Law: A Study in the History of Political Thought (كامبريدج: مطبعة جامعة هارفارد، 1931؛ أُعيد نشرها نيويورك: Russell & Russell، 1962).
Consensus and Continuity, 1776–1787 (بوسطن: Boston University Press، 1958؛ طبعة منقحة نيويورك: Norton، 1967).
محرر The Federalist (سلسلة مكتبة جون هارفارد، كامبريدج، ماساتشوستس: Belknap/Harvard University Press، 1961).